# Canton de Saintes-Nord
Le canton de Saintes-Nord est une ancienne division administrative française située dans le département de la Charente-Maritime et la région Poitou-Charentes.

## Géographie
Ce canton était entièrement situé sur la rive droite de la Charente au nord de la ville de Saintes. Il faisait partie de l'arrondissement de Saintes.

### Données générales
Le canton de Saintes-Nord comprenait 5 communes péri-urbaines dont deux jouxtaient directement le territoire communal de Saintes qui sont les suivantes : 
- Bussac-sur-Charente,
- Fontcouverte.

Seules les communes de Le Douhet, Saint-Vaize et Vénérand n'ont pas de limite administrative avec Saintes.
Le canton de Saintes-Nord comprend également la partie nord de la ville de Saintes dont la  population représente les 3/5e de celle du canton.
Fontcouverte, avec une population de 2 082 habitants en 2006, se situe au quatrième rang des communes des trois cantons saintais, venant après Saintes, Chaniers et Saint-Georges-des-Coteaux. Elle est par contre la commune la plus densément peuplée de toutes les communes qui forment les trois cantons de Saintes - à l'exception de Saintes.
La superficie des cinq communes péri-urbaines du canton de Saintes-Nord est de 54,17 km2.
Pris dans son ensemble, les trois cantons saintais et la ville de Saintes totalisaient une surface totale de 290,24 km2 - dont 45,55 km2 pour Saintes.

### Le cadre physique et naturel
Son altitude variait de 2 m (Bussac-sur-Charente) à 94 m (Vénérand) pour une altitude moyenne de 35 m. Il fait partie du plateau des Borderies qui se prolonge à l'est dans le canton voisin de Saintes-Est et dans celui de Burie. Son soubassement géologique est celui du jurassique.
C'est un terroir à la fois boisé (communes de Fontcouverte, Le Douhet et Vénérand) et couvert de vignes, celles-ci sont situées dans la zone de production des Bons Bois pour l'élaboration des eaux de vie de cognac.

## Histoire
Le canton de Saintes-Nord est issu d'un redécoupage de la carte administrative de 1985 et provient d'une partie de l'ancien canton de Saintes-Nord, créé en 1801 lors du Consulat, à l'issue de la refonte administrative voulue par Napoléon-Bonaparte.
L'ancien canton de Saintes-Nord et celui de Saintes-Sud sont d'anciens découpages administratifs qui étaient demeurés inchangés depuis leur création en 1801 et dont le fleuve Charente servait de délimitation administrative.
Pour mémoire, ces cantons de Saintes-Nord et de Saintes-Sud sont issus d'une division de l'ancien Canton de Saintes qui avait été formé lors de la création du département de la Charente-Inférieure en 1790. Cet ancêtre des cantons saintais comptait alors les 19 communes qui sont aujourd'hui réparties dans les trois cantons actuels de Saintes-Est, Saintes-Nord et Saintes-Sud.

## Représentation

### Conseillers généraux de 1833 à 2015
| Période                                  | Période          | Identité                             | Étiquette           | Qualité |
| ---------------------------------------- | ---------------- | ------------------------------------ | ------------------- | --- |
| 1833                                     | 1833 (démission) | Camille Eschassériaux                | Centre gauche       | Propriétaire - Maire de Thénac Député (1831-1834) Elu également dans le Canton de Gémozac et dans le Canton de Cozes |
| 1833                                     | 1845             | Pierre-Hector Savary (1765-1850)     |                     | Conseiller honoraire à la Cour royale de Poitiers                                                                    |
| 1845                                     | 1848             | Jérôme Hippolyte Delâage (1811-1883) |                     | Conseiller municipal de Saintes                                                                                      |
| 1848                                     | 1849 (décès)     | Louis-Nicolas Lemercier              |                     | Colonel de la Garde Nationale Président du Sénat sous le Consulat Propriétaire à Saintes                             |
| 1849                                     | 1861             | Pierre Hector Savary                 |                     | Président du Tribunal civil de Saintes                                                                               |
| 1861                                     | 1871             | Jean Dulcissime Vacherie             |                     | Avocat Maire de Saintes (1849-1870)                                                                                  |
| 1871                                     | 1897 (décès)     | Comte Anatole Lemercier              | Républicain         | Diplomate Député (1852-1863 et 1889-1897) Maire de Saintes (1871-1897)                                               |
| 1898                                     | 1919 (décès)     | Eusèbe Genet                         | Gauche démocratique | Négociant Maire de Saintes (1898-1919) Sénateur (1906-1919)                                                          |
| 1919                                     | 1937             | Fernand Chapsal                      | Rad.                | Fonctionnaire Maire de Saintes (1919-1939) Sénateur (1921-1939)                                                      |
| 1937                                     | 1940             | André Maudet                         | SFIO                | Avocat, Saintes, conseiller d'arrondissement                                                                         |
|                                          |                  |                                      |                     | |
| 1945                                     | 1976             | André Maudet                         | SFIO puis PS        | Député (1945-1946) Maire de Saintes (1947-1971)                                                                      |
| 1976                                     | 2001             | Philippe Marchand                    | PS                  | Avocat Député (1978-1991) Ministre (1991-1992) Président du Conseil Général (1982-1985)                              |
| 2001                                     | 2015             | Christophe Dourthe                   | PS                  | Médecin Maire de Bussac-sur-Charente                                                                                 |
| Les données manquantes sont à compléter. |                  |                                      |                     | |

### Conseillers d'arrondissement (de 1833 à 1940)
Le canton de Saintes-Nord avait deux conseillers d'arrondissement de 1919 à 1928 et de 1934 à 1940.
| Période                                  | Période          | Identité                             | Étiquette             | Qualité |
| ---------------------------------------- | ---------------- | ------------------------------------ | --------------------- | --- |
| 1833                                     | 1848             | Pierre Cosme Jean Baptiste Rousset   |                       | Juge d'instruction au Tribunal de première instance de Saintes                                              |
| 1848                                     | 1852             | M. Chauvin aîné                      |                       | Cultivateur à Chaniers                                                                                      |
| 1852                                     | 1867             | Louis Antoine Auguste Delauzon       |                       | Procureur impérial                                                                                          |
| 1867                                     |                  | François-Louis Tercinier (1820-1893) |                       | Négociant à Saintes, Président du Tribunal de commerce                                                      |
|                                          |                  |                                      |                       | |
| 1875                                     | 1918 (décès)     | Édouard Loizeau                      | Républicain           | Viticulteur, maire de Saint-Vaize, Président du Conseil d'arrondissement                                    |
| 1886                                     | 1908 (décès)     | Jean-Lambert Chauvin (1823-1908)     | Républicain           | Agriculteur, maire de Chaniers (1880-1908)                                                                  |
| 1908                                     | 1915 (décès)     | Jean Daviaud                         | Républicain           | Propriétaire à Port-Berteau, maire de Fontcouverte                                                          |
| 1915                                     | 1919             | siège vacant                         |                       | |
| 1918                                     | 1919             | siège vacant                         |                       | |
| 1919                                     | 1931 (démission) | Paul Parant                          | Républicain           | Maire de La Chapelle-des-Pots                                                                               |
| 1919                                     | 1928             | Alcide Foucaud                       |                       | Viticulteur, maire de Chaniers                                                                              |
| 1931                                     | 1937             | André Maudet                         | Républicain puis SFIO | Avocat, Saintes, Président du Conseil d'arrondissement (1936-1937)                                          |
| 1934                                     | 1940             | Émile Roullin                        | Radical               | Maire de Chaniers                                                                                           |
| 1937                                     | 1940             | Édouard Bénureau (1884-1966)         | SFIO                  | Cultivateur à Vénérand                                                                                      |
| 1940                                     |                  |                                      |                       | Les conseils d'arrondissement ont été suspendus par la loi du 12 octobre 1940 et n'ont jamais été réactivés |
| Les données manquantes sont à compléter. |                  |                                      |                       | |

## Composition

### avant 1985
Le canton de Saintes-Nord se composait d'une fraction de la commune de Saintes, ainsi que des communes de Bussac-sur-Charente, Chaniers, La Chapelle-des-Pots, Le Douhet, Fontcouverte, Saint-Vaize et Vénérand.

### De 1985 à 2015
Le canton de Saintes-Nord se composait d’une fraction de la commune de Saintes et de cinq autres communes. Il comptait 16 203 habitants (population municipale) au 1er janvier 2012.
| Nom                 | Code Insee | Intercommunalité                     | Population (dernière pop. légale)               |
| ------------------- | ---------- | ------------------------------------ | ----------------------------------------------- |
| Saintes (chef-lieu) | 17415      | CA Saintes - Grandes Rives - L'Agglo | Fraction : 10 536(2012) Commune : 25 149 (2014) |
| Bussac-sur-Charente | 17073      | CA Saintes - Grandes Rives - L'Agglo | 1 290 (2014)                                    |
| Le Douhet           | 17143      | CA Saintes - Grandes Rives - L'Agglo | 697 (2014)                                      |
| Fontcouverte        | 17164      | CA Saintes - Grandes Rives - L'Agglo | 2 400 (2014)                                    |
| Saint-Vaize         | 17412      | CA Saintes - Grandes Rives - L'Agglo | 594 (2014)                                      |
| Vénérand            | 17462      | CA Saintes - Grandes Rives - L'Agglo | 761 (2014)                                      |

## Démographie
* L'évolution démographique du canton de Saintes-Nord :
La croissance démographique du canton de Saintes-Nord telle qu'elle apparaît dans le tableau ci-dessous est à la fois régulière et soutenue depuis le recensement de 1982.
| 1962 | 1968 | 1975 | 1982 | 1990   | 1999   | 2006   | 2011   | 2012   |
| ---- | ---- | ---- | ---- | ------ | ------ | ------ | ------ | ------ |
| -    | -    | -    | -    | 15 116 | 15 504 | 16 068 | 16 148 | 16 203 |

Devenu un canton fortement résidentiel, se caractérisant par une croissance démographique régulière depuis 1982, il s'est transformé progressivement en une extension de la banlieue nord de Saintes pour les deux communes voisines  de Bussac-sur-Charente et de Fontcouverte tandis que les trois autres communes du canton sont devenues des communes suburbaines de la seconde couronne de l'aire urbaine de Saintes.
Hors fraction communale de Saintes-Nord, la densité de population cumulée des cinq communes péri-urbaines qui forment ce canton a plus que doublé puisqu'elle est passée de 46 hab/km2 en 1946 à 96 hab/km2 en 2006 après avoir franchi le cap des 50 hab/km2 en 1975 (55 hab/km2). Il s'agit d'ailleurs du canton le plus densément peuplé de tout l'arrondissement de Saintes.
Pris dans sa totalité, les trois cantons saintais - y compris la ville de Saintes - totalisent une surface totale de 290,24 km2 - dont 45,55 km2 pour Saintes -, ce qui donne une densité de population de 163 hab/km2 en 2006, presque deux fois supérieure à celle du département de la Charente-Maritime qui est de 87 hab/km2 à cette même date, mais aussi deux fois supérieure à celle de l'arrondissement de Saintes.
Dans le canton de Saintes-Nord, trois communes ont une densité de population supérieure à 100 hab/km2 : Fontcouverte (180 hab/km2), Bussac-sur-Charente (124 hab/km2) et Saint-Vaize (119 hab/km2), toutes riveraines du fleuve.
- Tableau de l'évolution démographique de l'ensemble des trois cantons de Saintes :

Le tableau ci-dessous concerne l'évolution de la population de 1962 à 2006 des 20 communes qui composent les trois cantons de Saintes - y compris la ville de Saintes.
| 1962   | 1968   | 1975   | 1982   | 1990   | 1999   | 2009   |
| ------ | ------ | ------ | ------ | ------ | ------ | ------ |
| 36 359 | 37 616 | 39 395 | 40 987 | 43 107 | 43 857 | 47 338 |